# Musculus auricularis anterior

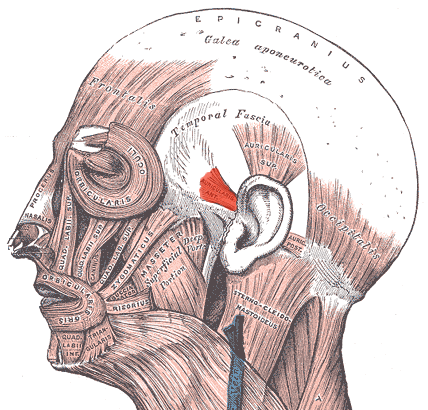
A fej izmai (a nyíl mutatja az apró izmot

A musculus auricularis anterior a három "fülizom" közül a legkisebb.

## Eredés, tapadás, elhelyezkedés
A fül előtt található. A fejtető sisak (galea aponeurotica) széléről ered és a fül helix-én tapad.

## Funkció
A fülkagyló apró mozgatása előre és felfelé.

## Beidegzés, vérellátás
A nervus facialis ramus temporalis nervi facialis nevű ága idegzi be. A fülizmokat az arteria occipitalis ramus auricularis arteriae occipitalis nevű ága, az arteria auricularis posterior és ennek egy apró ága az ramus auricularis arteriae auricularis posterioris valamint az arteria temporalis superficialis ramus auricularis anteriores arteriae temporalis superficialis nevű ága látja el vérrel.